# Trichocyclus oborindi
Trichocyclus oborindi är en spindelart som beskrevs av Huber 200. Trichocyclus oborindi ingår i släktet Trichocyclus och familjen dallerspindlar.
Artens utbredningsområde är Queensland. Inga underarter finns listade i Catalogue of Life.